# Anania stachydalis
Anania stachydalis − gatunek ćmy z rodziny wachlarzykowatych, występujący w Europie, również w Polsce.
Motyl przypomina wyglądem gatunek Anania coronata. Rozpiętość skrzydeł u tego gatunku waha się 23–25 mm. Motyl lata w miesiącach od maja do sierpnia. Larwy żerują na czyśćcu.